# Gürsu
Gürsu est un district (ilçe, en turc) et une ville de la province de Bursa en Turquie.